# ジョー・マーフィー
ジョー・マーフィー（Joe Murphy, 1981年8月21日 - ）はアイルランド・ダブリン出身のサッカー選手。トレンメア・ローヴァーズFC所属。ポジションはゴールキーパー。

## 経歴
2006年5月、サンダーランドAFC退団後、スカンソープ・ユナイテッドFCに加入した。2011年5月に降格および給与削減に伴う契約満了で退団した。
2011年6月30日、コヴェントリー・シティFCに3年契約で加入した。
2014年6月17日、ハダースフィールド・タウンFCに2年契約で加入した。
2017年1月30日、ベリーFCに期限付き移籍した。7月1日に完全移籍した。
2020年8月22日、トレンメア・ローヴァーズFCに単年契約で加入した。

### 代表歴
2003年9月9日のトルコ代表戦でA代表デビュー。